# Panipak Wongpattanakit
Panipak Wongpattanakit, född den 8 augusti 1997 i Surat Thani, är en thailändsk taekwondoutövare.

## Karriär
Wongpattanakit tog OS-brons i flugviktsklassen i samband med de olympiska taekwondotävlingarna 2016 i Rio de Janeiro. Vid sommarspelen 2020 i Tokyo vann hon en guldmedalj i samma viktklass.
Vid olympiska sommarspelen 2024 i Paris tog Wongpattanakit guld i 49 kg-klassen efter att ha besegrat kinesiska Guo Qing i finalen.